# Kościół Narodzenia Najświętszej Maryi Panny w Konstantynowie Łódzkim
Kościół Narodzenia Najświętszej Maryi Panny w Konstantynowie Łódzkim – rzymskokatolicki kościół parafialny należący do parafii pod tym samym wezwaniem (dekanat konstantynowski archidiecezji łódzkiej). Mieści się przy Placu Tadeusza Kościuszki.
Jest to świątynia wybudowana w stylu neogotyckim w latach 1826–1832, konsekrowana w 1887 roku. W 1914 roku budowla uległa zniszczeniu, odbudowana została w latach 1917–1922. W latach 1972–1976 i 1980 została przebudowana. Wyposażenie kościoła pochodzi z połowy XIX wieku i początku XX stulecia.

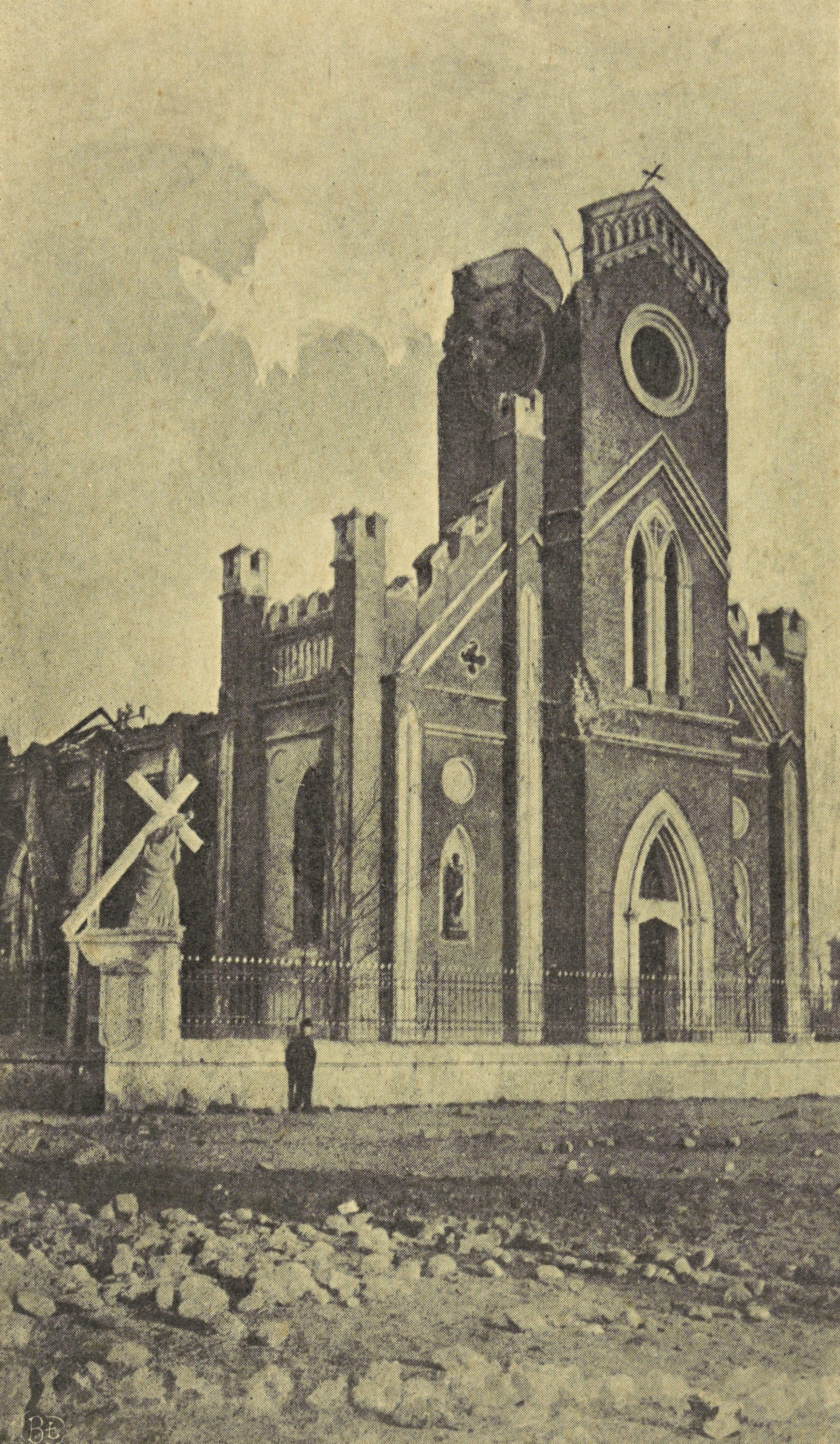
Ruiny kościoła w czasie I wojny światowej
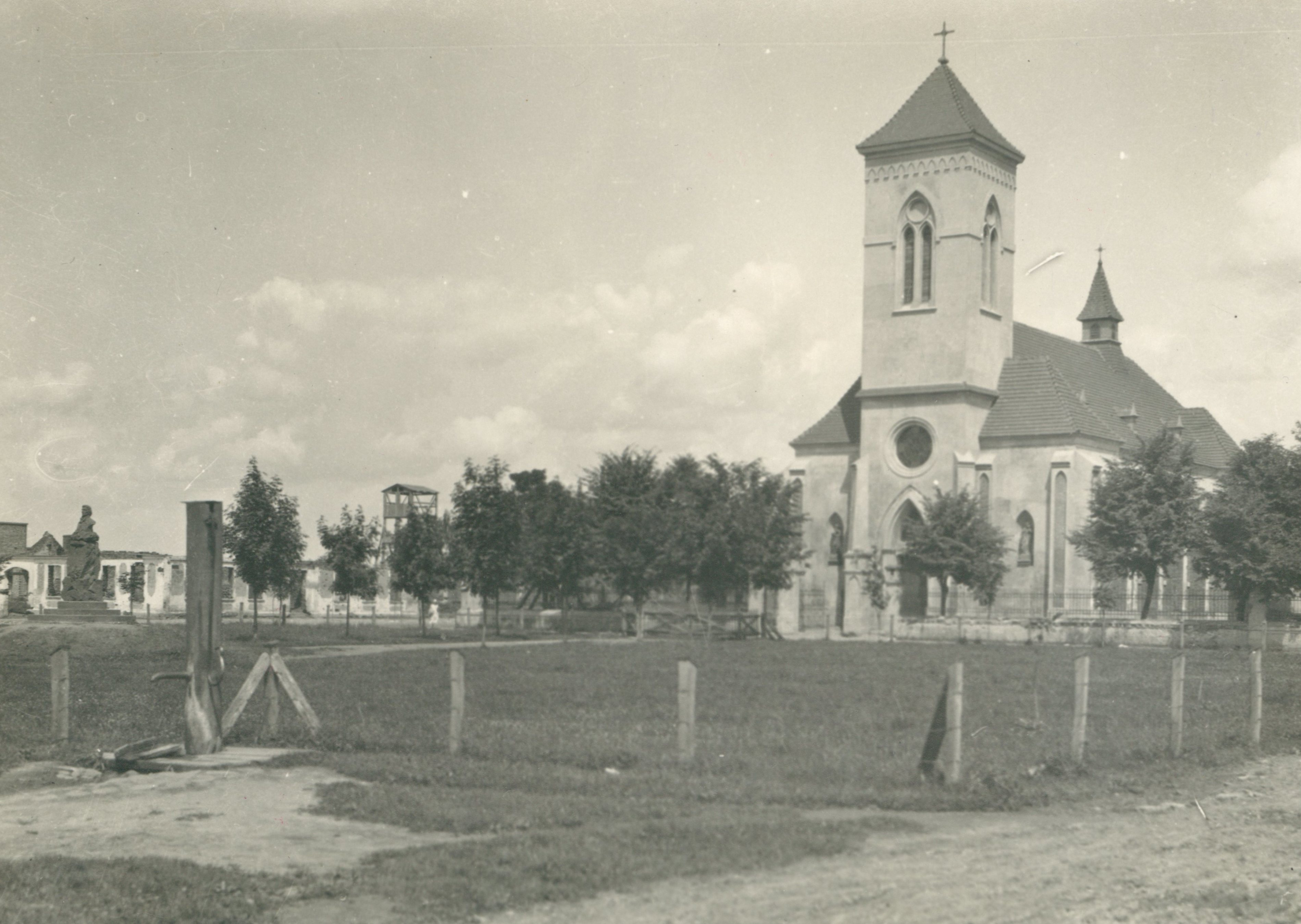
Kościół około 1930